# Lithacodia triplaga
Lithacodia triplaga är en fjärilsart som beskrevs av Walker 1858. Lithacodia triplaga ingår i släktet Lithacodia och familjen nattflyn. Inga underarter finns listade i Catalogue of Life.